# Stazione di Schulzendorf (b Tegel)
La stazione di Schulzendorf (b Tegel) è una stazione ferroviaria di Berlino, sita nel quartiere di Heiligensee.
La stazione è posta sotto tutela monumentale (Denkmalschutz).

## Movimento
La stazione è servita dalla linea S 25 della S-Bahn.

## Interscambi
- Fermata autobus

### Esplicative
1. ↑  Abbreviazione di Schulzendorf (bei Tegel), letteralmente "Schulzendorf (presso Tegel)".

### Bibliografiche
1. ↑  (DE) S-Bahnhof Schulzendorf mit Dammbahnhof, Empfangsgebäude, Wohnhaus für Reichsbahnbedienstete und Beamtenwohnhaus, su stadtentwicklung.berlin.de. URL consultato il 18 maggio 2017 (archiviato dall'url originale il 16 gennaio 2017).
2. ↑  (DE) Mappa delle reti della metropolitana e della S-Bahn di Berlino (PDF), su images.vbb.de (archiviato dall'url originale il 29 giugno 2017).